# Rogas nigricarpus
Rogas nigricarpus är en stekelart som först beskrevs av Szepligeti 1907.  Rogas nigricarpus ingår i släktet Rogas och familjen bracksteklar. Inga underarter finns listade i Catalogue of Life.